# Линів
Ли́нів — село в Україні, у Локачинській селищній громаді Володимирського району Волинської області. Населення становить близько 300 осіб.

## Історія
У часи ВКЛ та Речі Посполитої (до 1795) село у складі Володимирського повіту Волинського воєводства. Село Линів є родовим гніздом відомого волинського панського роду Линевських. Найдавнішим з відомих представників цього роду згадується Василь Федорович Линевський. У 1528 році виставляв на службу до війська ВКЛ 3-х коней. На сер. XVII ст. село належало луцькому земському судді Андрію Линевському. 
У 1906 році село Свинюської волості Володимир-Волинського повіту Волинської губернії. Відстань від повітового міста 46 верст, від волості 8. Дворів 66, мешканців 611.
У 2005 році Інститут Яд Вашем удостоїв жителів села Антона та Уляну Нечипорук звання Праведників народів світу.
12 червня 2020 року, відповідно до розпорядження Кабінету Міністрів України № 708-р «Про визначення адміністративних центрів та затвердження територій територіальних громад Волинської області», увійшло до складу Локачинської селищної територіальної громади.
19 липня 2020 року, в результаті адміністративно-територіальної реформи та ліквідації  Локачинського району, село увійшло до новоутвореного Володимир-Волинського району (від 18 липня 2022 Володимирського).

## Населення
Згідно з переписом УРСР 1989 року чисельність наявного населення села становила 490 осіб, з яких 231 чоловік та 259 жінок.
За переписом населення України 2001 року в селі мешкало 427 осіб.

### Мова
Розподіл населення за рідною мовою за даними перепису 2001 року:
| Мова       | Відсоток |
| ---------- | -------- |
| українська | 99,53 %  |
| російська  | 0,47 %   |